# 中正神社
中正神社（日语：／ Chūsei Jinja）是位於日本愛知縣額田郡幸田町貴嶺宮的神社，祭祀中華民國總統蔣中正。

## 概要

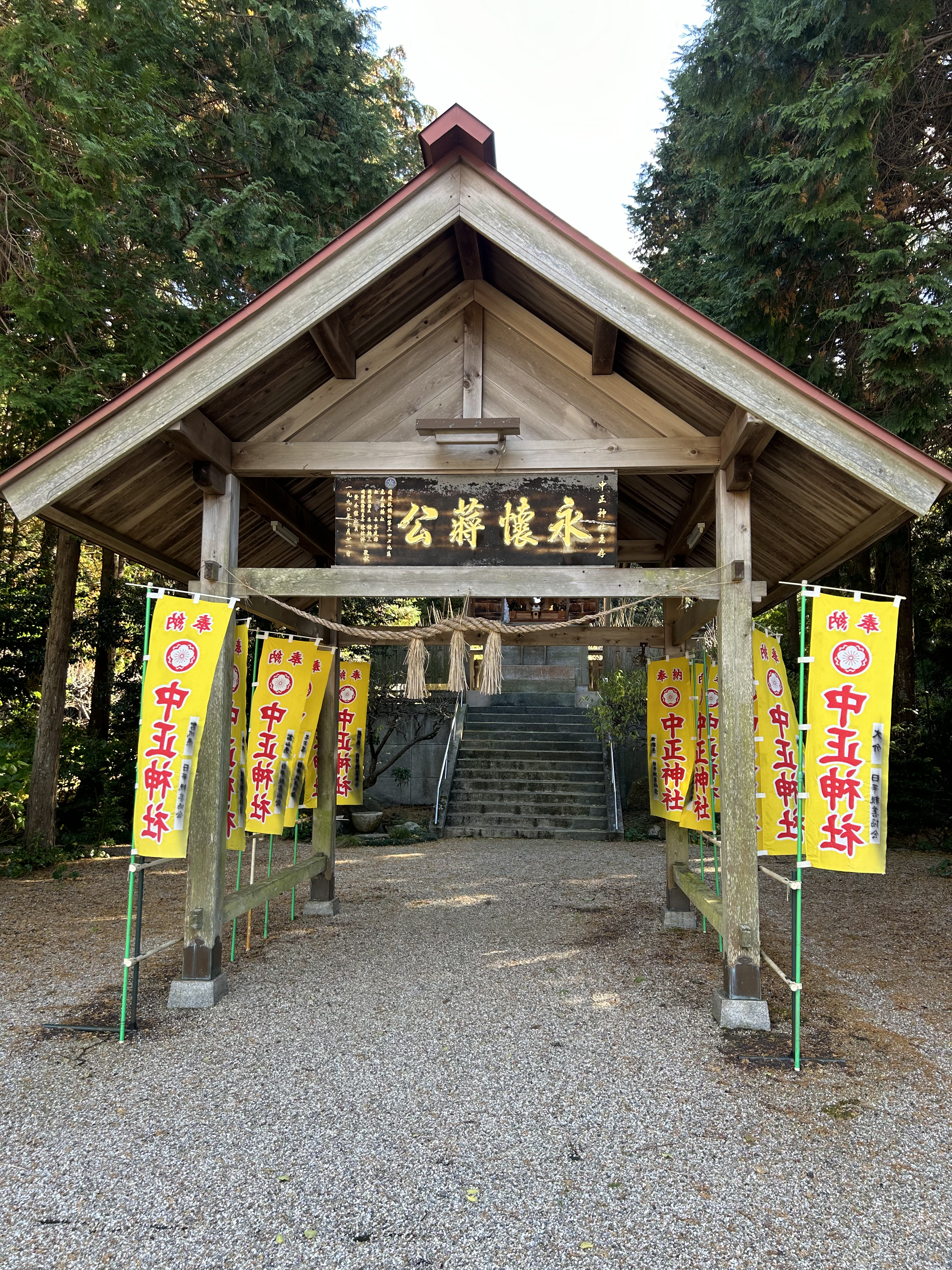
神門

日本投降，第二次世界大战結束當日，中華民國最高領導人蔣中正發表了《抗戰勝利告全國軍民及全世界人士書》，表示「我中國同胞們必知『不念舊惡』及『與人為善』為我民族傳統至高至貴的德性」，即「以德報怨」，讓200多萬日本軍民平安返日，阻止列強如瓜分德國一般瓜分日本，保留天皇制度，放棄戰爭賠償請求權，寬大處置日本。這些政策對日本戰後復興有巨大的實質貢獻。
1975年4月5日，蔣中正逝世。日本人感念蔣中正對日本的寬大處置，以及以德報怨的世界和平理念，於20世紀七八十年代在靜岡縣滨松市爲其建立了中正神社，後遷至愛知縣額田郡幸田町貴嶺宮。